# Deepstaria enigmatica
Deepstaria enigmatica ist eine Qualle aus der Familie Ulmaridae, die bislang nur selten beobachtet wurde. Entdeckt wurde sie im Jahr 1966 in einer Tauchtiefe von 723 m vor Südkalifornien mit dem Forschungs-U-Boot Deepstar. Ein im Jahr 2012 durch einen Tauchroboter in einer Tiefe von 1590 m gesichtetes Exemplar wurde zunächst für die Plazenta eines Wales gehalten. Das Artepitheton „enigmatica“ bedeutet „rätselhaft“ (von griechisch αἴνιγμα, „das Rätsel“).

## Merkmale
Mangels Vollständigkeit werden zur Beschreibung die Fragmente mehrerer Exemplare kombiniert. Der Schirm ist außergewöhnlich dünn, filigran und im entspannten Zustand recht flach. Der Durchmesser erreicht etwa 60 cm, die zu den Rändern hin dünner werdende Mesogloea ist 1 bis 2 cm dick. Die Anzahl von 8 bis 20 Rhopalia erhöht sich möglicherweise beim Wachstum, die Randlappen sind klein bis deutlich. Der schmale Magen misst je nach Quelle etwa 1/10 bis 1/6 des Schirmdurchmessers. Die Art hat 8 bis etwa 20 radiale Kanäle, die sich zu einem auffälligen, an Maschendraht erinnernden, Kanalsystem verzweigen und einen Ringkanal. In der Nähe der 4 bis 5 schmalen, oralen Arme befinden sich den Berichten zufolge die 4 bis 5 kurz gestielten und gelappten Gonaden. Deepstaria enigmatica wird meist als farblos beschrieben, aber auch von einem bräunlichen Exemplar wurde berichtet.

## Verbreitung
Deepstaria enigmatica findet sich im nordöstlichen Pazifik und in südlichen Gewässern des Indischen und des Atlantischen Ozeans. Ein Exemplar wurde im Golf von Mexiko gefangen, mehrere in der Scotiasee. Möglicherweise ist die Art ein Kosmopolit der Tiefsee.

## Lebensraum und Lebensweise
Die Qualle ist ein Bewohner des Mesopelagials und wird zuweilen von der Tiefseeassel Anuropus befallen. Diese lebt zumindest zeitweise im Schirm der Qualle und scheint sich von deren Organen zu ernähren. Dies kann sogar zu Bewegungsunfähigkeit der Qualle führen.